# Alberto Pérez
Alberto Pérez Lapastora (Sigüenza, 1950) è un chitarrista, cantante, compositore e direttore d'orchestra spagnolo.
La sua attività comprende inoltre la radio e il cinema.

## Biografia professionale

### 1956-1980 Primi anni
I suoi inizi musicali si svolgono presso la Escalonía della “Sagrada Familia” (1956) e nella cosiddetta ”Rondalla Seguntina” 1961, con cui esordisce sul palcoscenico e farà i suoi primi viaggi. A 16 anni forma il gruppo musicale “Somos” (Siamo) per il quale compone le sue prime canzoni e incide il suo primo album.
Durante il servizio militare a Madrid (1968-70), conosce dei musicisti guineani e questo sarà il suo primo esperimento con musiche “non europee”. Stabilitosi definitivamente a Madrid (1972), studia filologia romanza (specializzazione: Linguistica) presso l´Università Complutense di Madrid e si iscrive al Conservatorio (chitarra, armonia musicale e contrappunto). Durante questi anni viaggia per diversi paesi europei, in cui lavora come trovatore e attore-musicista.

### 1981 La Mandrágora (La Mandragola)
Nel 1981 crea la “Mandrágora” insieme a Joaquín Sabina e Javier Krahe, trio a cui apporta la sua sfaccettatura romantica e il senso dello spettacolo. Con loro inciderà il disco dallo stesso nome che viene edito tuttora.

### 1984-1996 “Si yo fuera presidente” – TVE Televisione Spagnola (Se io fossi il Presidente). L´orchestra Alberto Pérez
Nel 1984 viene invitato a collaborare al programma della Televisione spagnola “Si yo fuera presidente”, per il quale crea un personaggio ispirato ai vocalisti e crooners degli anni ´40 e ´50, e con cui interpreta circa 100 canzoni famose ma dimenticate fino a quel momento. Crea l´Orchestra Alberto Pérez, che dirigerà per 12 anni. A questo periodo appartiene l´album “Amar y vivir” ( “Amare e vivere”).

### 1989 “Corazón loco”- Radio 3
Nel 1989 accetta la proposta di Radio 3 di condurre e presentare il programma sulla storia e sullo sviluppo della musica afrocubana. Da qui nasce "Corazón loco", programma che Alberto Pérez faceva con la chitarra in mano mentre parlava con i radioascoltatori. Il programma è finito quando è avvenuta la chiusura di Radio 3, mai debitamente spiegata.

### 1990-1999 “Sobre la pista” e “ Tempo di ballo” Incontro con Chicho Sánchez Ferlosio
L´incontro di Alberto Pérez con Chicho Sánchez Ferlosio – il cui rapporto di amicizia sarebbe durato 15 anni, fino alla morte di Sánchez Ferlosio nel 2003, avrebbe prodotto una collezione di 20 canzoni da ballo di diversi generi, a modo di esercizi di stile. Questo progetto sarebbe durato più di due anni ed è raccolto nei dischi “Sobre la pista” (1990) e “Tiempo de baile” (1997), prodotti e interpretati dallo stesso Alberto Pérez e a cui hanno partecipato musicisti di varie generazioni e diverse provenienze. Un altro progetto, nato dal sodalizio Chicho e Alberto, è stato la composizione delle canzoni della colonna sonora del film “Buenaventura Durruti, un anarchico” (1999), in questo caso interpretato da Chicho Sánchez Ferlosio.

### 1994-1995 Voce e vibrafono: Alberto Pérez e Alberto Vergara
Questo incontro si è prodotto nel 1994, in occasione della tournée di Alberto Pérez in Marocco, ed è consistito nel fare gli arrangiamenti e l´interpretazione, con la sola voce ed il vibrafono, del panorama della storia del Bolero. La collaborazione è durata 2 anni, fino al ritorno del vibrafonista Alberto Vergara nel Venezuela, il suo paese.

### 1995 Ritorno ai circuiti della canzone d´autore. Una nuova tecnica chitarristica
Dopo l´esperienza con il vibrafonista Alberto Vergara, Alberto Pérez ha lavorato allo sviluppo di una tecnica di chitarra allo scopo di interpretare alcune delle sue canzoni in versione “trovadoresca” (alla maniera degli antichi giullari). Lo porterà a termine con lo spettacolo “Más allá de la Mandrágora" (oltre la Mandragola”) 1995, che lo inserirà inaspettatamente nei circuiti della canzone d´autore e lo allontanerà dalla sua attività di direttore d´orchestra.

### 1997-2000 “Avizor Records” e Camen Martín Gaite
Nel 1997, Alberto Pérez e la scrittrice Carmen Martín Gaite fondano l´etichetta discografica “Avizor Records”, allo scopo di far conoscere nuovi poeti e musicisti. Il progetto è stato finanziato dai concerti che loro stessi realizzavano ed è durato fino alla morte della Gaite, avvenuta nel 2000.

### 2005 “Alberto Pérez y su Orquesta Volátil” (“Alberto Pérez e la sua orchestra Volatile”)
Nel 2005 Alberto Pérez porta in scena il suo spettacolo “Alberto e la sua orchestra Volatile”, cantato completamente a cappella, in cui rende omaggio al suo amico Chicho Sánchez Ferlosio. Questa proposta narrativo- musicale, con elementi tipici dei giullari medioevali porterà Albero Pérez sui circuiti teatrali.

## Attività radiofonica. Corsi e conferenze. Lavoro come attore
Alberto Pérez ha diretto e presentato diversi programmi e rubriche alla radio, fra cui spiccano Corazón loco (RNE, 1989-90) e A vivir, que son dos días (SER; 1994-95]). Ha tenuto diverse conferenze presso istituzioni accademiche, quasi sempre sui temi legati al bolero e alla musica latinoamericana. Ha partecipato a corsi per professionisti sull´identificazione dei diversi generi e ritmi. Fra le sue collaborazioni cinematografiche spicca quella realizzata con Fernando Fernán Gómez El viaje a ninguna parte (Il viaggio da nessuna parte) (1986).

## Discografia
- 1981 La Mandrágora (CBS)
- 1984 Amar y Vivir (Ariola)
- 1990 Sobre la pista (BMG)
- 1997 Tiempo de baile (Avizor Records)